# Saint-Germain-des-Vaux
Saint-Germain-des-Vaux és un municipi delegat francès al departament de la Manche (regió de Normandia). L'1 de gener de 2017 va fusionar amb el municipi nou de La Hague. L'any 2007 tenia 421 habitants.

## Demografia

### Població
El 2007 la població de fet de Saint-Germain-des-Vaux era de 421 persones. Hi havia 174 famílies de les quals 54 eren unipersonals (25 homes vivint sols i 29 dones vivint soles), 50 parelles sense fills, 58 parelles amb fills i 12 famílies monoparentals amb fills.
La població ha evolucionat segons el següent gràfic:
Habitants censats

### Habitatges
El 2007 hi havia 292 habitatges, 179 eren l'habitatge principal de la família, 99 eren segones residències i 14 estaven desocupats. 287 eren cases i 1 era un apartament. Dels 179 habitatges principals, 123 estaven ocupats pels seus propietaris, 52 estaven llogats i ocupats pels llogaters i 4 estaven cedits a títol gratuït; 3 tenien una cambra, 7 en tenien dues, 30 en tenien tres, 51 en tenien quatre i 88 en tenien cinc o més. 123 habitatges disposaven pel capbaix d'una plaça de pàrquing. A 73 habitatges hi havia un automòbil i a 85 n'hi havia dos o més.

### Piràmide de població
La piràmide de població per edats i sexe el 2009 era:
| Homes | Edats   | Dones |
| ----- | ------- | ----- |
| 0     | 95 o +  | 0     |
| 4     | 90 a 94 | 0     |
| 4     | 85 a 89 | 4     |
| 0     | 80 a 84 | 0     |
| 16    | 75 a 79 | 8     |
| 12    | 70 a 74 | 20    |
| 4     | 65 a 69 | 4     |
| 8     | 60 a 64 | 8     |
| 4     | 55 a 59 | 12    |
| 12    | 50 a 54 | 16    |
| 16    | 45 a 49 | 8     |
| 8     | 40 a 44 | 16    |
| 32    | 35 a 39 | 24    |
| 24    | 30 a 34 | 20    |
| 4     | 25 a 29 | 20    |
| 8     | 20 a 24 | 12    |
| 12    | 15 a 19 | 16    |
| 8     | 10 a 14 | 40    |
| 32    | 5 a 9   | 16    |
| 20    | 0 a 4   | 24    |

## Economia
El 2007 la població en edat de treballar era de 262 persones, 187 eren actives i 75 eren inactives. De les 187 persones actives 165 estaven ocupades (92 homes i 73 dones) i 21 estaven aturades (9 homes i 12 dones). De les 75 persones inactives 31 estaven jubilades, 24 estaven estudiant i 20 estaven classificades com a «altres inactius».

### Ingressos
El 2009 a Saint-Germain-des-Vaux hi havia 172 unitats fiscals que integraven 423 persones, la mediana anual d'ingressos fiscals per persona era de 16.281 €.

### Activitats econòmiques
Dels 8 establiments que hi havia el 2007, 1 era d'una empresa de fabricació d'altres productes industrials, 3 d'empreses d'hostatgeria i restauració, 1 d'una empresa immobiliària i 3 d'empreses de serveis.
L'únic servei als particulars que hi havia el 2009 era un restaurant.
L'any 2000 a Saint-Germain-des-Vaux hi havia 20 explotacions agrícoles que ocupaven un total de 552 hectàrees.

## Equipaments sanitaris i escolars
El 2009 hi havia una escola elemental integrada dins d'un grup escolar amb les comunes properes formant una escola dispersa.

## Poblacions més properes
El següent diagrama mostra les poblacions més properes.